# Линдън Ашби
Кларънс Линдън Гарнет Ашби III (на английски: Clarence Linden Garnett Ashby III; роден на 23 май 1960 г.), познат като Линдън Ашби, е американски актьор и майстор на бойни изкуства. Най-известен е с ролите си на Джони Кейдж във филма „Смъртоносна битка“ от 1995 г., д-р Брет Купър в „Мелроуз Плейс“ и шериф Стилински в „Тийн вълк“.

## Личен живот
Ашби е женен за актрисата Сюзън Уолтърс. Двамата се запознават през 1983 г. по време на снимките на сериала „Да обичаш“. Имат две дъщери – Франсис Грейс (р. 1991) и Савана Елизабет (р. 1992).
Признава, че е страдал от паник атаки преди прослушвания за роли и това е застрашавало да съкрати кариерата му.

## Избрана филмография
- Мелроуз Плейс (1993)
- Уайът Ърп (1994)
- Смъртоносна битка (1995)
- От местопрестъплението (2002)
- От местопрестъплението: Маями (2005)
- Заразно зло: Изтребване (2007)
- Железният човек 3 (2010)
- Младият върколак (2011)